# سام جافی (بازیگر)
سام جافی (انگلیسی: Sam Jaffe; ۱۰ مارس ۱۸۹۱ – ۲۴ مارس ۱۹۸۴) یک هنرپیشه اهل ایالات متحده آمریکا بود. وی بین سال‌های ۱۹۳۴ تا ۱۹۸۴ میلادی فعالیت می‌کرد.

## مرگ
جافی، بر اثر سرطان در بورلی هیلز، کالیفرنیا درگذشت. 

## گزیده فیلمشناسی
از فیلم‌ها یا برنامه‌های تلویزیونی که وی در آن نقش داشته‌است می‌توان به آثار زیر اشاره کرد.
- امپراتریس سرخ‌پوش (۱۹۳۴)
- افق گمشده (فیلم ۱۹۳۷) (۱۹۳۷)
- قرارداد شرافتمندانه (۱۹۴۷)
- جنگل آسفالت (۱۹۵۰)
- روزی که دنیا از حرکت ایستاد (۱۹۵۱)
- بن هور (فیلم ۱۹۵۹) (۱۹۵۹)
- توپ‌های سان سباستین (۱۹۶۸)
- تختخواب سحرآمیز (۱۹۷۱)
- تسخیرناپذیران (۱۹۵۹) (۱۹۶۱)
- بن کیسی (۱۹۶۱–۱۹۶۵)
- بونانزا (۱۹۶۶)
- بتمن (مجموعه تلویزیونی) (۱۹۶۶)
- خیابان‌های سان‌فرانسیسکو (۱۹۷۴)
- زن بیونیک (۱۹۷۶)
- کوجک (مجموعه تلویزیونی) (۱۹۷۷)